# Sebastián Álvarez
Sebastián Álvarez Vargas (ur. 29 sierpnia 2001 w Santa Cruz) – boliwijski piłkarz występujący na pozycji środkowego obrońcy, reprezentant Boliwii, od 2021 roku zawodnik Oriente Petrolero.
Jego bracia Gilbert Álvarez i William Álvarez również są piłkarzami.